# Jan Hołyński
Jan Walerian Hołyński herbu własnego (ur. 24 kwietnia 1890 w Szarogrodzie, zm. 28 września 1969 w Warszawie) – polski przemysłowiec, działacz niepodległościowy, społeczny i gospodarczy, polityk, poseł na Sejm II, III i IV kadencji w II RP, dyrektor Centralnego Związku Przemysłu Polskiego w 1932 roku.

## Życiorys
Uczył się w latach 1906–1910 na Wydziale Agronomicznym Szkoły Komercyjnej Edwarda Rontalera w Warszawie, gdzie zdał maturę z wyróżnieniem. Następnie studiował w Wyższej Szkole Handlowej w Lipsku (1912) i na uniwersytecie w Lozannie, gdzie uzyskał licencjat nauk komercyjnych, a w 1918 – doktorat.
W styczniu 1919 roku został powołany na stanowisko szefa Biura Polskiej Delegacji Ekonomicznej na konferencję pokojową w Paryżu, następnie przez kilka miesięcy zastępował radcę handlowego przy poselstwie RP w Paryżu, później przez kolejnych kilka miesięcy był dyrektorem Polsko-Francuskiej Izby Handlowej. W czasie wojny polsko-bolszewickiej od lipca 1920 roku służył w Centralnych Składach Telegraficznych WP, później walczył na froncie w szeregach Warszawskiej kompanii telegraficznej, we wrześniu 1920 roku został skierowany do Szkoły Podchorążych w Warszawie i Zegrzu, w styczniu 1921 został zdemobilizowany.
W dwudziestoleciu międzywojennym był przemysłowcem. Pełnił wiele funkcji w życiu gospodarczym m.in. sekretarza generalnego, potem wicedyrektora Centralnego Związku Polskiego Przemysłu, Górnictwa, Handlu i Finansów („Lewiatan”) i jednocześnie dyrektora Towarzystwa Akcyjnego Przemysłowo-Leśnego. W 1925 był członkiem Rady Ubezpieczeniowej, a w 1928 – Rady Finansowej przy ministerstwie skarbu, od 1927 był radcą Izby Przemysłowo-Handlowej w Warszawie.
Był członkiem władz wielu stowarzyszeń i organizacji, m.in. członkiem sekcji ds. rozbudowy komunikacji i sekcji ds. gospodarczych Regionalnej Grupy BBWR m.st. Warszawy.
W wyborach parlamentarnych w 1928 został wybrany posłem na Sejm II kadencji (1928-1930) z listy nr 1 (BBWR). W kadencji tej należał do klubu BBWR. Pracował w komisjach: budżetowej i skarbowej.
W wyborach parlamentarnych w 1930 został wybrany posłem na Sejm III kadencji (1930-1935) z listy nr 1 (BBWR). W kadencji tej należał do klubu BBWR. Pracował w komisjach: budżetowej (w której był I zastępcą przewodniczącego), kontroli długów państwa (od stycznia 1931 był jej wiceprzewodniczącym), przemysłowo-handlowej, skarbowej (był jej przewodniczącym i referentem) oraz spraw zagranicznych.
W Sejmie II i III kadencji był członkiem koła gospodarczego posłów i senatorów BBWR.
W wyborach parlamentarnych w 1935 został ponownie wybrany posłem na Sejm IV kadencji (1935-1938) 123 479 głosami z listy państwowej z okręgu nr 54, obejmującego powiaty: kobryński, drohiczyński, kosowski i koszyrski. W kadencji tej pracował w komisjach: budżetowej, przemysłowo-handlowej (1935–1936) i prawniczej (1937–1938). W Sejmie IV kadencji w październiku 1935 został wybrany do komisji specjalnej do rozważenia projektu ustawy o upoważnieniu Prezydenta RP do wydawania dekretów, w marcu 1938 – do specjalnej komisji ds. oddłużenia rolnictwa, a w lipcu tego roku – do komisji specjalnej ds. cen artykułów rolniczych. Pochowany na cmentarzu Powązkowskim w Warszawie (kwatera 43-6-2/3).

## Życie prywatne
Był synem Ksawerego i Emilii z domu Bloch. Ożenił się w 1923 roku z Aliną Umińską, primo voto Tyszkiewicz. Mieli syna.
Dziadkiem Jana Hołyńskiego (ojcem matki) był Jan Gottlieb Bloch.